# Danilo Boza
Danilo Boza Junior, mais conhecido como Danilo Boza (Rondonópolis, 6 de maio de 1998) é um futebolista brasileiro que atua como zagueiro e lateral-direito. Atualmente, joga pelo Urawa Red Diamonds.

## Carreira

### Antecedentes
Nascido em Rondonópolis, Mato Grosso, Danilo Boza deu os primeiros passos em escolinhas de sua cidade natal, chegando às categorias de base do Rondonópolis. Teve a primeira experiência longe de casa no Monte Azul, mas acabou dispensado e voltou à cidade natal. Depois, fez testes no Atlético Mineiro, Avaí e Red Bull Brasil: Não foi aprovado em nenhum. Então, jogou o Campeonato Paulista Sub-17 de 2015 pelo Grêmio Prudente. Foi um dos destaques do campeonato, que foi contratado pelo Palmeiras. Porém, com poucas chances no Palmeiras, pediu a rescisão de contrato e acertou com o Mirassol.

### Mirassol
Apesar de estar recebendo mais oportunidades com a equipe sub-20, Danilo fez sua estreia profissional em 12 de julho de 2016, em um empate em casa por 0 a 0 com o Votuporanguense, pela Copa Paulista de 2016.
Com qualidade na marcação e no apoio, foi destaque pelo Mirassol na Copa São Paulo de Futebol Júnior de 2016 e na de 2017 e acabou sondado pelo Goiás e pelo Red Bull Brasil. Decidiu ficar, foi promovido para a disputa da Copa Paulista de 2017 e do Campeonato Paulista de 2018. Fez sua reestreia pelo clube em 2 de julho de 2017, entrando como titular em uma derrota em casa por 2 a 1 para a Ferroviária.
Seu primeiro gol como profissional aconteceu em 15 de julho de 2017, marcando o único gol do Mirassol de uma derrota fora de casa para o Penapolense por 2 a 1, pela Copa Paulista de 2017. Nas competições, o jogador começou como zagueiro e ganhou a chance de atuar na lateral-direita ainda na base do Mirassol, posição que o fez ganhar destaque.
Na sua primeira passagem pelo Mirassol, Danilo Boza fez 40 partidas e marcou 3 gols.

### Braga B
Após ser um dos destaques do Mirassol na temporada, Danilo Boza foi emprestado ao Braga, mas atuou apenas no time B do clube português.

### Figueirense
Em 11 de setembro de 2019, Danilo Boza foi oficializado pelo Figueirense, também por empréstimo até o final da temporada. Mas apareceu em apenas 8 partidas da Copa Santa Catarina de 2019 com o sub-23, tendo seu contrato rescindido em 5 de dezembro.

### Athletico Paranaense
Para a temporada de 2020, Danilo Boza foi emprestado ao Athletico Paranaense. Sua estreia com o Athletico Paranaense aconteceu em 18 de janeiro, entrando como titular em uma vitória fora de casa por 3 a 1 sobre o União Beltrão, pelo Campeonato Paranaense de 2020. Marcou seu primeiro gol pelo clube em 30 de janeiro, marcando o único gol da equipe em uma derrota fora de casa por 3 a 1 para o Cianorte.
Em 29 de abril de 2020, o Athletico Paranaense decidiu não renovar o contrato de Danilo Boza e retornou ao Mirassol. Pelo Athletico Paranaense, fez 5 jogos e marcou um gol, maioria com a equipe de aspirantes para a disputa do Campeonato Paranaense de 2020.

### Retorno ao Mirassol
Após ter o contrato com o Athletico Paranaense rescindido, Danilo Boza retornou ao Mirassol para o restante da temporada de 2020. Estreou pelo clube em 23 de julho, entrando como titular em um empate fora de casa por 0 a 0 com o Água Santa, pelo Campeonato Paulista de 2020. Seu primeiro gol após retornar ao clube aconteceu em 14 de outubro, marcando o único gol da equipe em um empate fora de casa por 1 a 1 com a Portuguesa-RJ, pela Série D de 2020.
Com a conquista da Série D de 2020, sendo um dos destaques do Campeonato Paulista de 2021 e uma das peças mais importantes do elenco do Mirassol, Danilo Boza chamou atenção de grandes clubes do futebol brasileiro com sua evolução em jogo. Na sua segunda passagem pelo clube do interior paulista, fez 36 partidas e marcou 5 gols.

### Santos
Após ser um dos destaques do Campeonato Paulista de 2021, principalmente pela sua versatilidade na defesa, e ser fundamental na boa campanha do Mirassol no estadual. Em 2 de junho de 2021, Danilo Boza foi anunciado pelo Santos, assinando um contrato de empréstimo com o clube até o fim do ano, com opção de compra por mais quatro anos.
Sua estreia aconteceu em 6 de junho de 2021, entrando como substituto do meio-campista Jean Mota em uma vitória em casa por 3 a 1 sobre o Ceará, pelo Campeonato Brasileiro de 2021.

### Juventude
No dia 1 de janeiro de 2022, o zagueiro foi anunciado como reforço do Juventude.

### Empréstimo ao Vasco
Em 2022, Danilo teve a oportunidade de defender as cores do Vasco da Gama por empréstimo. Após sua participação no Campeonato Carioca, o desempenho elogiável de sua atuação na defesa do clube carioca lhe rendeu a chance de se tornar titular. Sua estreia ocorreu devido à suspensão de Juan Quintero, e Danilo recebeu muitos elogios, sendo considerado um dos destaques da partida.
No segundo turno da Série B o zagueiro consegue a titularidade e forma uma dupla com Anderson Conceição onde oscila em bons, médios e ruins jogos, em especial para o jogo contra o Cruzeiro onde o zagueiro faz um gol contra e desvia outro gol para o time mineiro 
Mesmo muito criticado o atleta junto com o Vasco consegue o sonhado acesso para a Série A do Brasileirão 2023. 
O atleta não teve seu vínculo renovado e retornou para o Juventude após a temporada de 2023. 

### Retorno ao Juventude
Em 2023, Boza foi um dos principais nomes na conquista do acesso à Série A do Brasileiro. Com boas atuações, superou a desconfiança do torcedor depois de um início oscilante com a camisa alviverde.
Titular incontestável da defesa do Juventude, em março de 2024 o zagueiro Danilo Boza teve o seu vínculo ampliado até o final de 2025.

### Urawa Red Diamonds
Em janeiro de 2025, o presidente do Juventude, Fábio Pizzamiglio, confirmou a venda de Danilo Boza para o Urawa Red Diamonds, do Japão. O acordo foi fechado por US$ 1,5 milhão (cerca de R$ 9 milhões na cotação atual).

## Estilo de jogo
Polivalente no setor defensivo, Danilo Boza é zagueiro de origem, mas também joga como lateral-direito. Atua como um lateral com virtudes defensivas, mas com qualidades no apoio ao ataque. O jogador também tem um bom condicionamento físico como uma de suas boas características. Danilo Boza é um zagueiro de bom passe, boa saída de bola, veloz e bom cabeceador.

## Títulos
Mirassol
- Campeonato Brasileiro - Série D: 2020